# John Russell, duque de Bedford

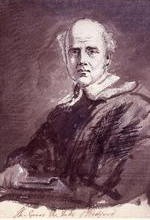
El 6.º Duque de Bedford.

John Russell, 6º duque de Bedford KG PC LLD FSA (* 6 de julio de 1766 – 20 de octubre de 1839), conocido como Lord John Russell hasta 1802, fue un político whig británico que ocupó el cargo de Lord teniente de Irlanda en el Ministerio de Todos los Talentos. Fue el padre del futuro primer ministro John Russell, 1.er conde Russell y bisabuelo del filósofo y matemático del siglo XX Bertrand Russell.

## Biografía
Era el hijo menor de Francis Russell, marqués de Tavistock (hijo mayor y heredero del 4.º duque de Bedford, que había fallecido en vida de su padre), y de Lady Elizabeth Keppel (hija menor de Willem van Keppel y de Lady Anne Lennox). A su nacimiento, Lord John Russell (como luego fue conocido) no esperaba suceder al título, a menos que su hermano mayor, Francis Russell, Lord Howland, muriera en la infancia o más tarde sin herederos legítimos.
Lord John Russell contrajo matrimonio relativamente joven, con Georgiana Byng, una de las hijas del 4.º vizconde Torrington. Tuvieron tres hijos antes de que ella muriera joven:
- Francis Russell, 7.º duque de Bedford
- Lord George William Russell
- Lord John Russell, que fue primer ministro del Reino Unido y pasó a ser 1.er Heredero Russell, siendo además ancestro del filósofo Bertrand Russell.

La vida de Russell cambió abruptamente cuando, en 1802, su hermano mayor, ahora 5.º duque de Bedford, falleció repentinamente sin estar casado. A su deceso, el título de 5º Duque pasa a Lady Georgina Gordon, la hija menor del formidable contendiente Ducado de Gordon. (Otras tres hermanas se casan con Heredero de March & Darnley, el prospectivo 4.º duque de Richmond, 5.º duque de Mánchester, y Visconde Brome, el futuro 2.º marqués Cornwallis)

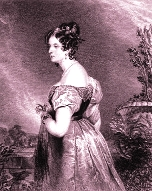
Georgina, duquesa de Bedford, segunda esposa del 6.º duque de Bedford.

Pasado un tiempo, el nuevo 6º duque desposa a Lady Georgina (como su segunda mujer). La nueva duquesa fue infeliz al tener su marido ya tres hijos previos, de los cuales uno sería el sucesor al ducado y a las propiedades asociadas. El matrimonio tuvo diez hijos:
- Lady Georgiana Elizabeth Russell (fallecida el 22 de marzo de 1867), casada con Charles Romilly
- Reverendo Lord Wriothesley Russell (11 de mayo de 1804 – 6 de abril de 1886), casado con Elizabeth Russell, su prima segunda, y sin descendencia
- Almirante Lord Edward Russell (24 de abril de 1805 – 21 de mayo de 1887), casado con Mary Ann Taylor, y sin descendencia
- Teniente coronel Lord Charles James Fox Russell (10 de febrero de 1807 – 29 de junio de 1894), casado con Isabella Davies y con descendientes
- Lady Louisa Jane Russell (8 de julio de 1812 - 31 de marzo de 1905), casada con James Hamilton, 1.er Duque de Abercorn, y con descendientes
- General Lord Sir Alexander George Russell (16 de septiembre de 1821 – 10 de enero de 1907), casado con Anne Holmes, y con descendientes
- Lady Rachel Evelyn Russell (1826 – 21 de febrero de 1898), casada con Lord James Butler, y con descendientes.

Georgina, la duquesa de Bedford, una gran mecenas de las artes, tuvo más tarde una larga relación con el pintor Sir Edwin Landseer, veinte años más joven que ella; y se casaron, siendo muy felices.
Como muchos de los Russell, Bedford fue un Whig en política, y fue Lord teniente de Irlanda en el gobierno Whig de 1806–1807. Se hizo, como muchos de su partido que eran fuertes seguidores del bonapartismo, opositor a la guerra de la Independencia Española, creyendo que nunca ganarían. Fundaría, con su hijo, muchas publicaciones antibélicas.

## Abreviatura en botánica
- La abreviatura «J.Russell» se emplea para indicar a John Russell, duque de Bedford como autoridad en la descripción y clasificación científica de los vegetales.[2]